# Perilissus
Exacrodus
Genre
Synonymes
- Exacrodus Förster, 1869.

Perilissus est un genre d'insectes hyménoptères de la famille des Ichneumonidae et de la tribu des Perilissini.

## Classification
Le genre Perilissus est décrit en 1855 par l'entomologiste suédois August Emil Holmgren (1829-1888). Le genre Perilissus est le genre type de la tribu des Perilissini.
Ce genre a été initialement classé en 1869 dans la famille des Tryphonidae puis reclassé dans les Ichneumonidae en 1992 par Carpenter.
Le genre Exacrodus, créé en 1869 par Förster, est considéré comme un synonyme par Paleobiology Database.
Wahl confirme le genre dans la tribu des Perilissini en 2014.

## Liste d'espèces
Selon GBIF en 2023 :
- P. albitarsis Thomson, 1883
- P. alpestrator Aubert, 1969
- P. anatinus Barron, 1992
- P. araius Burks, 1952
- P. athaliae Uchida, 1936
- P. banaticus (Kiss, 1924)
- P. bellatorius Tosquinet, 1896
- P. bicolor (Cresson, 1864)
- P. brischkei Dalla Torre, 1901
- P. buccatus Kriechbaumer, 1896
- P. cancellatus Barron, 1992
- P. cingulator (Morley, 1913)
- P. cingulatus Brischke, 1888
- P. coloradensis (Ashmead, 1896)
- P. compressus Thomson, 1883
- P. concavus Barron, 1992
- P. concolor (Cresson, 1864)
- P. coxalis Thomson, 1883
- P. decoloratus (Cresson, 1864)
- P. discolor (Cresson, 1864)
- P. dissimilitor Aubert, 1987
- P. dubius Jacobs & Tosquinet, 1890
- P. erythrocephalus (Gravenhorst, 1829)
- P. escazuae Gauld, 1997
- P. fenellae Brischke, 1888
- †P. flexuosus (Theobald, 1937)
- P. foersteri Woldstedt, 1877
- P. galbipes Barron, 1992
- P. geniculatus (Uchida, 1928)
- P. gilvus Barron, 1992
- P. helvus Barron, 1992
- P. holmgreni Habermehl, 1925
- P. impunctatus Barron, 1992
- P. luciae Gauld, 1997
- P. lutescens Holmgren, 1857
- P. maltractator Aubert, 1987
- P. maritimus Teunissen, 1953
- P. niger (Brischke, 1890)
- P. nigrolineatus (Gravenhorst, 1829)
- P. nigropunctatus Brischke, 1892
- P. nitor Aubert, 1987
- P. nudus Barron, 1994
- P. orientalis Morley, 1913
- P. ovipositor Aubert, 1979
- P. pallidus (Gravenhorst, 1829)
- P. punctatissimus Strobl, 1903
- P. rubrator Aubert, 1984
- P. rubropunctatus (Strobl, 1901)
- P. rufoniger (Gravenhorst, 1820)
- P. rutilus Barron, 1992
- P. semifulvator Morley, 1926
- P. sericeus (Gravenhorst, 1829)
- P. spatulatus Barron, 1992
- P. spilonotus (Stephens, 1835)
- P. testaceoides (Morley, 1926)
- P. townesi Burks, 1952
- P. triangularis Barron, 1992
- P. tripunctor (Thunberg, 1824)
- P. unguiculator Aubert, 1987
- P. variator (Muller, 1776)

## Espèces fossiles
Selon Paleobiology Database en 2023, une seule espèce fossile est référencée :
- †Exacrodus flexuosus Théobald, 1937[1],[note 1],[2],[3].